# 5 في اليوم

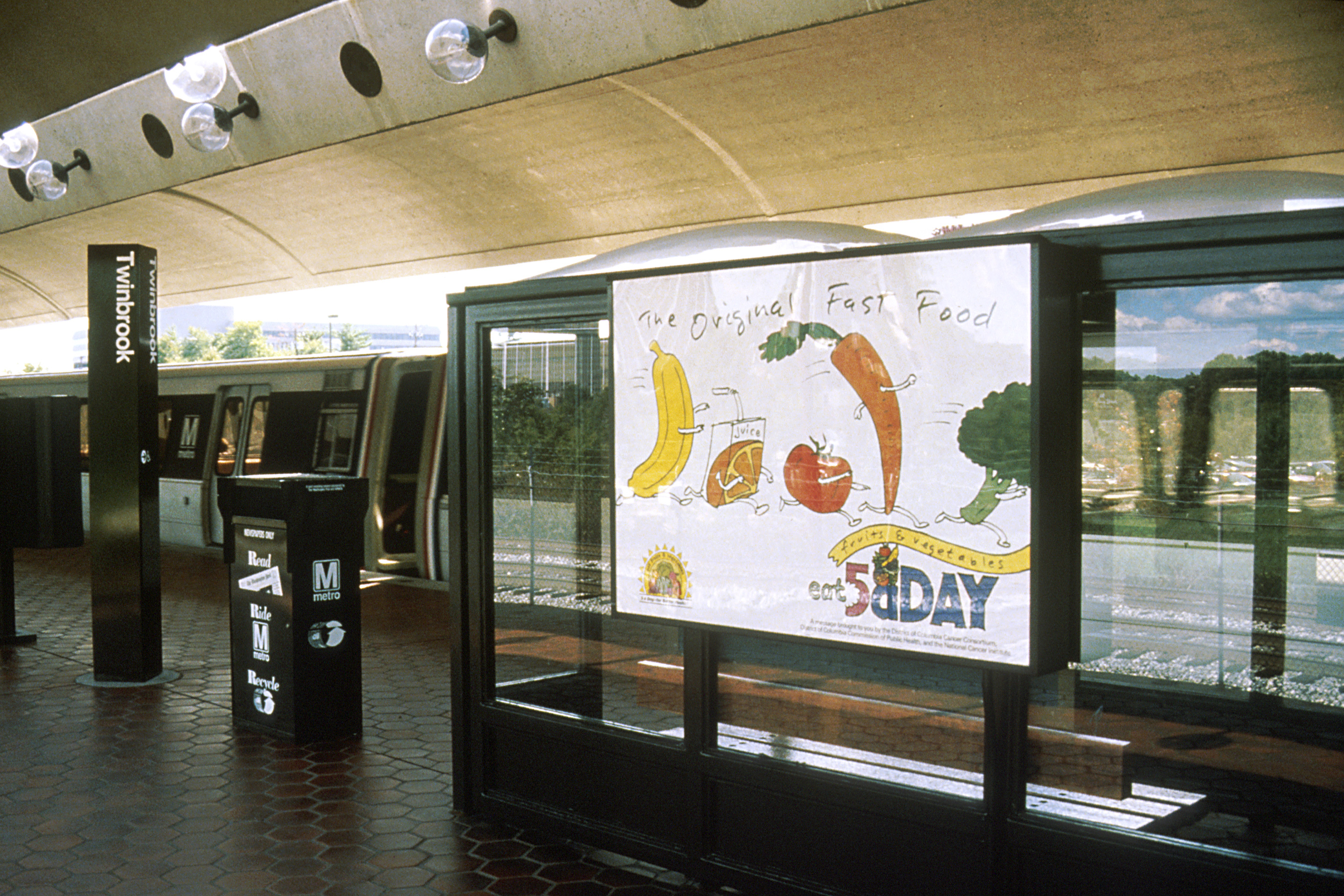
بوستر الحملة من قبل معاهد الصحة الوطنية الأمريكية

5 كل يوم تعد نوعًا من الحملات الوطنية التي تقام في بلدان عديدة مثل، الولايات المتحدة، المملكة المتحدة وألمانيا، وذلك لتشجيع تناول ما لا يقل عن 5 حصص من الفواكه والخضراوات يوميًا، بناء على توصية منظمة الصحة العالمية يستهلك الأفراد «ما لا يقل عن 400 غرام من الفاكهة والخضروات يوميا (باستثناء البطاطس والدرنات النشوية الأخرى).» وقد نشر تحليل  للعديد من الدراسات حول هذه المسألة في عام 2017 ووجد أن استهلاك مقدار يصل لضعف الحد الأدنى من التوصية - 800 جرام أو 10 في اليوم - يوفر حماية متزايدة ضد جميع أشكال الوفيات.

## الدليل
ومن الواضح أن تناول الفواكه والخضراوات يحسن الصحة. فزيادة استهلاك الخضروات للمستوى المطلوب يحظى بالعديد من الفوائد الصحية الرئيسية والثانوية. وتشمل الفوائد الحد من مخاطر العديد من أنواع السرطان وارتفاع ضغط الدم وأمراض القلب والسكتة الدماغية والسكري. وقدم المعهد الوطني للسرطان أبحاثًا عن البرنامج، في حين نفذت مؤسسة الإنتاج من أجل صحة أفضل البرنامج في قطاع الخدمات الغذائية.

## وجهات النظر العالمية

### أستراليا
اذهب ل2 و5 هي الحملة المماثلة في أستراليا، والتي ينصح فيها الكبار بتناول ما لا يقل عن حصتين من الفاكهة وخمسة حصص من الخضراوات يوميا.  «الوزن القياسي لحصة للفاكهة» يبلغ 150 جرام من الفاكهة الطازجة، بينما يبلغ «الوزن القياسي لحصة الخضراوات» 75 جرام. .

### كندا
قامت مؤسسة تسويق المنتجات الكندية (CPMA)، وبرنامج الفحص الصحي لمؤسسة القلب والسكتات، والجمعية الكندية للسرطان في كندا بالاشتراك معا في إنتاج حملة الفواكه والخضراوات  — اخلطها معا !

وذلك لتشجيع الأسر الكندية على تناول الطعام بشكل صحي أكثر. تركز الحملة على توفير طرق سهلة للناس لتناول الطعام الصحي أينما كانوا ووقتما أرادوا.

### فرنسا
إن البرنامج الفرنسي PNNS (البرنامج الوطني للصحة التغذوية)، يوصي بخمسة أجزاء على الأقل من الفاكهة و / أو الخضار يوميا.

### ألمانيا
يقدم برنامج 5 يوميا في ألمانيا.

### اليابان
حملة 5 أيام في اليابان تدار من قبل NPO :  مؤسسة 5 مرات يوميا-اليابان (一般 社 団 法人 フ ァ イ ブ · ア · デ イ 協会). ويوصي البرنامج بخمسة حصص يوميا يبلغ مجموعها 350 غراما من الخضروات و 200 غراما من الفاكهة.

### نيوزلاندا
5 كل يوم يعرف أيضا باسم 5 + كل يوم في نيوزيلندا.  تأسست 5+ كل يوم في نيوزيلندا في عام 1994 من قبل  مؤسسة غير هادفة للربح في  نيوزيلندا وأصبحت صندوق خيري في عام 2007. 

### النرويج
مبادرة (خمسة كل يوم) هي توصية مديرية الصحة النرويجية لتناول خمسة حصص من الفاكهة، التوت أو الخضروات يوميا.

### المملكة المتحدة
توضح هيئة الخدمات الصحية وجوب كون القسمة: اثنتين أو أكثر من الحجم الصغير، قطعة واحدة متوسطة الحجم أو نصف قطعة كبيرة من فاكهة طازجة; أو اثنين من زهور البروكلي أو أربعة ملاعق كبيرة من الكرنب الأجعد المطبوخ، سبانخ أو الفاصوليا الخضراء، أو ثلاثة ملاعق كبيرة من الخضار المطبوخة، أو ثلاثة شرائح من الكرفس، قطعة خيار تبلغ 5 سم، حبة طماطم متوسطة الحجم أو سبعة حبات من الطماطم الصغيرة، أو ثلاثة ملاعق أو أكثر من الفاصولياء أو البقول.
وقد قدمت وزارة الصحة البريطانية هذا البرنامج في شتاء 2002-2003، وتلقت بعض الردود  السلبية من وسائل الإعلام  بسبب ارتفاع وغلو تكاليف الفواكه والخضروات الطازجة. وبعد عشر سنوات، أشارت البحوث أن عددا قليلا من الناس قام بتحقيق الهدف.
وقد تعرضت الحملة لانتقادات من القناة الرابعة بسبب عجز الحكومة عن منع مصانع الأغذية من الإدعاء بأن منتجاتها تشكل جزءا من مبادرة خمسة كل يوم على الرغم من أنها تقوم بإضافة الملح أو السكر أو الدهون.
وفي نيسان / أبريل 2014، تمت دراسة أجرتها كلية لندن الجامعية إلى أن حملة  '5 في اليوم' لم تكن كافية وأن النظام الغذائي الصحي يجب أن يحتوي على 10 حصص من الفاكهة والخضار.

### الولايات المتحدة
أصبح برنامج 5 مرات في اليوم  متمثلا في مبادرة الفاكهة والخضار– أكثر أهمية وذلك في الولايات المتحدة.